# Weer (meteorologie)
Het weer is de gesteldheid van de atmosfeer op een bepaald ogenblik. Dit in tegenstelling tot het klimaat, dat een gemiddelde is van de verschillende meteorologische metingen over een afgelopen periode van 30 jaar.

## Algemeen
Afgezien van fenomenen als de straalstroom speelt het weer zich voornamelijk af in de troposfeer. De belangrijkste, variabele weerelementen zijn temperatuur, windkracht, bedekkingsgraad en neerslag. Het weerbeeld wordt bepaald door het samenspel van deze weerselementen. Van groot belang hierbij is de atmosferische beweging die het gevolg is van de ongelijkmatige verwarming van het aardoppervlak. Dit is het gevolg van de ongelijke stralingsverdeling, die varieert met de breedtegraad. De ingaande zonnestraling en de uitgaande aardstraling zijn weliswaar gemiddeld genomen min of meer met elkaar in evenwicht, plaatselijk is dit niet het geval. Op breedten lager dan 38° is de instraling groter dan de uitstraling, terwijl buiten dat gebied de uitstraling overheerst. Dit brengt een compenserend warmtetransport op gang dat bestaat uit de algemene circulatie en de zeestromen. De algemene circulatie bestaat uit turbulentie, convectie, advectie en verdamping. De combinatie van dit warmtetransport met de stralingsbalans is de energiebalans. Dit alles maakt dat het in de tropen en subtropen niet warmer wordt en in de gematigde gebieden en de poolstreken niet kouder.

## Weerelementen
De weerelementen zijn:
- luchtdruk;
- luchttemperatuur;
- luchtvochtigheid;
- bedekkingsgraad;
- soort bewolking;
- neerslag;
- wind;
- zicht;
- bijzondere verschijnselen:
  - onweer;
  - windhozen;
  - ijzel;
  - zand of stof in de lucht.

Men kan tot op zekere hoogte het weer voorspellen. Dit gebeurt tegenwoordig aan de hand van modelberekeningen in grote computers. De voorspelling resulteert in een weersverwachting, weergegeven in de weersvooruitzichten of een weerbericht. Weer kan echter ook een hobby zijn voor weeramateurs.

## Weersystemen
Het geheel van de weerselementen kan een systeem tot stand brengen dat zich afhankelijk van de grootte voor enige tijd in stand houdt. Deze systemen zijn te onderscheiden naar grootte en levensduur: